# Dancing Pirate
Dancing Pirate é um filme estadunidense de 1936, do gênero comédia musical, dirigido por Lloyd Corrigan e estrelado por Charles Collins e Frank Morgan. Após a má recepção de Becky Sharp, a produtora Pioneer Pictures mudou de estratégia. Escolheu uma fantasia simples, cujo enredo era apenas desculpa para um desfile de cenários e figurinos exóticos, com o propósito de esgotar todas as possibilidades do Technicolor.
O elenco é reforçado pela família de dançarinos The Royal Dancing Cansinos, um dos quais é Rita Cansino, mais tarde famosa como Rita Hayworth.
A trilha sonora foi composta por Richard Rodgers e Lorenz Hart e inclui as canções Are You My Love? e When You're Dancing the Waltz. 
O filme recebeu uma indicação ao Oscar, na categoria Melhor Coreografia.

## Sinopse
Jonathan, professor de dança na Boston dos anos 1820, vai visitar parentes e é sequestrado por piratas atrapalhados. Feito escravo, consegue escapar quando desembarcam em Las Palomas, onde o governador Don Emilio e sua bela filha Serafina o tomam pelo capitão dos corsários. Jonathan é preso e condenado àmorte. Quando a cidade é atacada por saqueadores, comandados pelo traiçoeiro Don Balthazar, noivo de Serafina, Jonathan escapa outra vez e organiza a resistência.

## Premiações
| Prêmio | Categoria          | Situação |
| ------ | ------------------ | -------- |
| Oscar  | Melhor Coreografia | Indicado |

## Elenco
| Ator/Atriz                | Personagem                   |
| ------------------------- | ---------------------------- |
| Charles Collins           | Jonathan Pride               |
| Frank Morgan              | Governador Don Emilio Perena |
| Steffi Duna               | Serafina Perena              |
| Luis Alberni              | Pamfilo                      |
| Victor Varconi            | Don Balthazar                |
| Jack La Rue               | Tenente Chago                |
| Alma Real                 | Bianca                       |
| William V. Mong           | Tecolote                     |
| Mitchell Lewis            | Capitão dos piratas          |
| Julian Rivero             | Pastor de ovelhas            |
| John Eberts               | Mozo                         |
| The Royal Cansino Dancers | Dançarinos                   |